# Calimesa
Calimesa es una ciudad ubicada en el condado de Riverside en el estado estadounidense de California, fundada en 1990. En el año 2000 tenía una población de 7,139 habitantes y una densidad poblacional de 177 personas por km². 

## Geografía
Calimesa se encuentra ubicada en las coordenadas 34°0′N 117°3′O / 34.000, -117.050. Según la Oficina del Censo, la ciudad tiene un área total de 40,3 km² (15,6 mi²), de la cual 40,3 km² (15,6 mi²) es tierra y 0 km² (0 mi²) (0%) es agua.

## Demografía
Según la Oficina del Censo en 2000 los ingresos medios por hogar en la localidad eran de $37,849, y los ingresos medios por familia eran $43,557. Los hombres tenían unos ingresos medios de $41,533 frente a los $27,232 para las mujeres. La renta per cápita para la localidad era de $20,242. Alrededor del 12.2% de la población estaban por debajo del umbral de pobreza.